# Evelyn Baring, 1. Baron Howick of Glendale
Charles Evelyn Baring, 1. Baron Howick of Glendale, KG, GCMG, KCVO (* 29. September 1903; † 10. März 1973), war britischer Gouverneur in verschiedenen Kolonien.

## Biografie
Baring  stammte aus der Baring-Familie. Er war der dritte und jüngste Sohn von Evelyn Baring, 1. Earl of Cromer, der vom 1. September 1883 bis 6. Mai 1907 britischer Generalkonsul in Ägypten war. Zur Familie Baring gehörte eine größere Zahl britischer Adliger, die insbesondere als Bankiers (Barings Bank) zu Reichtum gekommen waren.
Baring war von 1942 bis 1944 Gouverneur von Südrhodesien. Im Anschluss wurde er Hochkommissar von Südafrika. 1942 wurde er als Knight Commander des Order of St. Michael and St. George persönlich geadelt und 1947 als Knight Commander des Royal Victorian Order ausgezeichnet.
1952 wurde Baring Gouverneur von Kenia. Dort war es seit 1948 zum Mau-Mau-Aufstand gekommen. Nach seiner Einsetzung  entschloss sich die britische Regierung den Aktivitäten der Widerständler entschlossener entgegenzutreten. Truppen wurden zusammengezogen und am 20. Oktober 1952 der Ausnahmezustand erklärt. In dessen Folge kam es zu Menschenrechtsverletzungen in den Internierungslagern. Diese waren letztendlich der Auslöser für den britischen Rückzug aus Kenia. Der Skandal um die Ermordung von Häftlingen im Hola-Lager 1959 und die Vertuschungsversuche durch offizielle Stellen bis hin zum Gouverneur führten dazu, dass sich auch konservative Abgeordnete zunehmend von den weißen Siedlern und dem Kolonialregime distanzierten und die Unabhängigkeit befürworteten. 1955 wurde er zum Knight Grand Cross des Order of St. Michael and St. George erhoben.
Am 8. Februar 1960 wurde er zum Baron Howick of Glendale, erhoben und damit Mitglied des House of Lords. 1972 wurde er als Knight Companion in den Hosenbandorden aufgenommen. Baring starb aufgrund eines Sportunfalls beim Klettern.